# Geophis hoffmanni
Geophis hoffmanni (земляна змія Хоффмана) — вид змій родини полозових (Colubridae). Мешкає в Центральній Америці.

## Поширення і екологія
Земляні змії Хоффмана мешкають на території Гондурасу, Нікарагуа, Коста-Рики і Панами, можливо, також в Колумбії. Вони живуть у вологих тропічних лісах, трапляються на пасовищах, у вторинних заростях, в садах і на кавових плантаціях. Зустрічаються на висоті від 18 до 2100 м над рівнем моря.